# Felicidade (telenovela)
Felicidade é uma telenovela brasileira produzida e exibida pela TV Globo de 7 de outubro de 1991 a 30 de maio de 1992, em 203 capítulos. Substituiu Salomé e foi substituída por Despedida de Solteiro, sendo a 42ª "novela das seis" exibida pela emissora.
Escrita por Manoel Carlos com a colaboração de Elizabeth Jhin, Marcus Toledo e Eliane Garcia, teve direção de Ignácio Coqueiro e Fernando R. de Souza. A direção geral e de núcleo foram de Denise Saraceni. A trama foi livremente baseada em obras do autor Aníbal Machado, como A Morte da Porta-Estandarte e Tati, a Garota.
Contou com as atuações de Maitê Proença, Tony Ramos, Vivianne Pasmanter, Herson Capri, Marcos Winter, Edney Giovenazzi, Monique Curi, Maria Ceiça, Laura Cardoso, Yara Cortes, Maurício Gonçalves, Tatyane Goulart, Eduardo Caldas, Umberto Magnani e Ariclê Perez.

## Enredo
Helena é uma bela e determinada jovem que vive na pacata cidade de Vila Feliz, Minas Gerais, embora nunca tenha escondido a vontade de se mudar para a cidade do Rio de Janeiro e progredir na vida, o que sempre foi mal visto pelos demais moradores do local, bastante conservadores, que sempre consideraram-na inadequada e progressista, fazendo da moça o alvo de fofocas maliciosas. Durante uma rápida passagem pelo local, o empresário carioca Álvaro conhece a jovem e os dois se apaixonam a primeira vista momentos antes de sua partida. Ele é noivo da mimada Débora, uma moça rica e bem mais jovem – de apenas 19 anos – que tem um ciúme doentio e ataques neuróticos. Em busca de uma vida melhor, Helena se casa com o engenheiro agrônomo Mário, que passa algum tempo na cidade para elaborar alguns estudos, o que gera um desgosto em Zé Diogo, poeta que sempre foi apaixonado por ela. Porém o relacionamento dura apenas alguns meses após o rapaz descobrir a falsa gravidez da moça para tentar satisfazê-lo.
Após partir para o Rio de Janeiro, Helena começa a vender roupas de bebês, o que lhe proporciona crescer por sua própria conta. Além disso, a jovem reencontra Álvaro e os dois iniciam um tórrido romance, que acaba sendo interrompido pelas armações de Débora. Acreditando que os dois ainda são noivos e foi enganada, Helena não conta ao empresário que está grávida e decide criar sua filha sozinha, longe de sua cidade e sem a ajuda de seus pais ou qualquer um de seu passado. Oito anos se passam, Alvaro se casou com Débora e teve um filho, Alvinho, enquanto Helena, que se tornou mãe de Beatriz, apelidada de Bia, possui uma tradicional loja para roupas infantis, com uma clientela fiel e prospera. É neste ponto que os dois se reencontram e, embora tente evitar o contato, Bia a Alvinho, acabam desenvolvendo uma grande amizade, o que aproxima os dois novamente. Já Débora, que desenvolveu acentuados problemas psicológicos por conta de seu ciúme e sentimento de posse, não mede esforços para separar as crianças e manter o marido longe da rival.
Apenas no penúltimo capítulo da novela, Helena revela a Bia que Álvaro é seu pai. Ao saber disso, Débora, completamente perturbada, decide matar a rival. Ela chega a atirar em Helena, mas acaba ferindo Álvaro. Quando se dá conta de que perderá o marido para Helena, Débora foge, descontrolada. Ela acaba sofrendo um grave acidente e fica paralítica. No último capítulo, Débora parte para Londres para fazer um tratamento e voltar a andar. Passam-se cinco anos, e Helena engravida novamente de Álvaro e vivem feliz com Bia e Alvinho.

## Elenco
| Ator/Atriz            | Personagem                        |
| --------------------- | --------------------------------- |
| Maitê Proença         | Helena de Sousa                   |
| Tony Ramos            | Álvaro Peixoto                    |
| Vivianne Pasmanter    | Débora Meireles                   |
| Herson Capri          | Mário Silvano                     |
| Marcos Winter         | José Diogo Cabral (Zé Diogo)      |
| Tatyane Goulart       | Beatriz de Sousa (Bia)            |
| Eduardo Caldas        | Álvaro Meireles Peixoto (Alvinho) |
| Laura Cardoso         | Cândida Peixoto                   |
| Umberto Magnani       | Ataxerxes de Sousa                |
| Ariclê Perez          | Ametista de Sousa                 |
| Edney Giovenazzi      | Chico Treva                       |
| Esther Góes           | Alma Meireles                     |
| Othon Bastos          | Gerson Meireles                   |
| Monique Curi          | Lídia de Sousa                    |
| Milton Gonçalves      | Batista                           |
| Maria Alves           | Maria                             |
| Maria Ceiça           | Antônia Batista (Tuquinha)        |
| Kátia Drummond        | Raimunda Batista (Betsy)          |
| Maurício Gonçalves    | Aristides (Tide)                  |
| Cristina Ribeiro      | Claudete                          |
| Eliane Giardini       | Isaura                            |
| Paulo Figueiredo      | Bruno Louzada                     |
| Sebastião Vasconcelos | João do Piano                     |
| Regina Dourado        | Rosália                           |
| Ana Beatriz Nogueira  | Selma                             |
| Bruno Garcia          | Luiz                              |
| Yara Cortes           | Filomena Cabral (Dona Filó)       |
| Serafim Gonzalez      | Zé Maria                          |
| Cristina Prochaska    | Sheyla                            |
| Rejane Goulart        | Eliana                            |
| Sandra Bréa           | Rosita                            |
| Lúcia Abreu           | Professora Paula                  |
| Ísis de Mello         | Clarinha                          |
| Benjamin Cattan       | Onofre                            |
| Lala Schneider        | Celeste                           |
| Aline Menezes         | Isabel Batista (Bel)              |
| Ada Chaseliov         | Ana                               |
| Ary Coslov            | Dr. Alfredo                       |
| Maria Adélia          | Rosa                              |
| Beatriz Lyra          | Isolina                           |
| Cláudio Gabriel       | Romeu                             |
| Francisco Dantas      | Seu Matias                        |
| Fernando José         | Padre Antônio                     |
| José Luiz Ribeiro     | Padre Anselmo                     |
| Sílvia Massari        | Marisa                            |
| Paulo Pinheiro        | Moreira ( motorista de Cândida)   |
| Xala Felippi          | Teresa                            |
| Nelson Freitas        | Rogério                           |
| Evandro Monteiro      | Zeca Ventania                     |
| Pedro Jardim          | Marcinho                          |

### Participações especiais
| Ator/Atriz             | Personagem                  |
| ---------------------- | --------------------------- |
| Andrea Carvana         | Neuza                       |
| Andrea Drago           | Solange                     |
| Andrea Miranda         | Denise                      |
| Aracy Balabanian       | Dona Paquita                |
| Benvindo Siqueira      | Delegado de polícia Noronha |
| Cassiano Ricardo       | Sérgio                      |
| Castro Gonzaga         | Padre Bento                 |
| Cláudia Magno          | Renée                       |
| Cláudio Ayres da Motta | Prefeito Olegário           |
| Cláudio Mamberti       | Senador Amílcar Machado     |
| Cristina Amadeo        | Renata                      |
| Denise Del Vecchio     | Dinorah                     |
| Flávia Bonato          | Eunice                      |
| Iran Mello             | Raul                        |
| Jana Palma             | Thelminha                   |
| Jairo Mattos           | Dr. Ricardo                 |
| Jayme Leibovitch       | Dr. Fausto                  |
| Júlia Almeida          | Fernanda                    |
| Lana Francis           | Joana                       |
| Louise Cardoso         | Madalena                    |
| Luiz Guilherme         | Leandro Chaves              |
| Marcos Lima            | Clóvis                      |
| Marly Bueno            | Leonor                      |
| Paulo Carvalho         | André                       |
| Paulo Leite            | Rafael                      |
| Rosita Thomaz Lopes    | Mafalda                     |
| Tina Ferreira          | Cecília Louzada             |

## Produção
A telenovela marcou o retorno de Manoel Carlos à TV Globo, após oito anos fora da emissora. O autor havia saído da Globo em 1983, após constantes pressões para que continuasse escrevendo a novela Sol de verão, mesmo após a morte do ator Jardel Filho. Como ele não aceitou, deixou a novela nas mãos de Lauro César Muniz e deixou o canal.
Retornando em 1991, a Globo pediu que ele escrevesse para o horário das seis a novela Por amor, cuja sinopse havia sido entregue anos antes. Porém o autor preferiu apresentar a sinopse de Felicidade, que acabou por ser aprovada, e começou a ser produzida de imediato.
Manoel Carlos teve como inspiração os personagens e as histórias do escritor e teatrólogo Anibal Machado.
Enquanto esteve no ar a novela sofreu vários prolongamentos, em virtude da indecisão sobre a sua substituta. A principio seria o remake de Mulheres de Areia, porém devido à gravidez de Glória Pires, a produção foi adiada. Para preparar uma nova produção, a Globo demandou mais capítulos para Felicidade. Por fim, sua substituta acabou sendo Despedida de Solteiro, de Walther Negrão.

## Exibição
Em 29 de maio de 1992, uma sexta-feira, a Globo reexibiu o penúltimo capitulo da novela, fato esse nunca ocorrido anteriormente. O último capítulo foi ao ar no dia seguinte (sábado) e reexibido na segunda-feira 1 de junho, a data de estreia da sucessora, Despedida de Solteiro.
Foi reexibida no Vale a Pena Ver de Novo de 9 de fevereiro a 24 de abril de 1998, substituindo Fera Ferida e sendo substituída por O Salvador da Pátria, em 55 capítulos.
Foi reexibida na íntegra pelo Viva de 24 de setembro de 2012 a 3 de julho de 2013, substituindo Top Model e sendo substituída por Anjo Mau, às 15h30.

### Outras Mídias
Em 21 de dezembro de 2020, foi disponibilizada na íntegra pelo Globoplay, como parte do Projeto Resgate.

## Audiência
Teve média geral de 33,7 pontos, um índice considerado satisfatório por conta da boa repercussão da novela.[carece de fontes?]

## Trilha sonora

### Trilha sonora nacional
Capa: Vivianne Pasmanter
| Lado A |                                                  |                                           |                 |         |  |
| N.º    | Título                                           | Compositor(es)                            | Intérprete      | Duração |  |
| 1.     | "Começo, Meio e Fim" (tema de Álvaro e Helena)   | Tavito, Ney Azambuja e Paulo Sérgio Valle | Roupa Nova      | 04:47   |  |
| 2.     | "Velho Arvoredo" (tema de Álvaro)                | Sueli Costa e Abel Silva                  | Elis Regina     | 02:56   |  |
| 3.     | "Meu Ninho" (tema de Zé Diogo)                   | Ronaldo Bastos e Wagner Tiso              | Beto Guedes     | 03:33   |  |
| 4.     | "Eu Não Sabia Que Me Apaixonava" (tema de Lídia) |                                           | Ricardo Rangell | 03:33   |  |
| 5.     | "Seja Mais Você" (tema de Tuquinha)              | Acyr Marques, Delson Luiz e Geraldão      | Grupo Raça      | 03:35   |  |
| 6.     | "Chico Treva" (tema de Chico Treva)              |                                           | A Caverna       | 03:05   |  |
| 7.     | "O Amigo do Rei" (tema de Ataxerxes)             | Aldir Blanc e Moacir Luz                  | Pery Ribeiro    | 03:23   |  |

| Lado B         |                                                  |                                    |                    |         |  |
| N.º            | Título                                           | Compositor(es)                     | Intérprete         | Duração |  |
| 8.             | "Felicidade" (tema de abertura)                  | Kiko e Orlando Morais              | Roupa Nova         | 02:43   |  |
| 9.             | "Estranha Dependência" (tema de Débora)          | Augusto César e Paulo Sérgio Valle | Joanna             | 03:54   |  |
| 10.            | "Me Ajude a Te Esquecer" (tema de Mário)         | Ary de Carvalho e Savinho          | Elymar Santos      | 04:08   |  |
| 11.            | "Você Ainda Vai Voltar" (tema de Helena e Mário) | César Augusto                      | Leandro e Leonardo | 03:42   |  |
| 12.            | "Estrela Amiga" (tema de Bia)                    | Thomas Roth                        | Ping Pong          | 04:10   |  |
| 13.            | "Alma" (tema de Alma)                            |                                    | A Caverna          | 03:15   |  |
| 14.            | "Descoberta" (tema de Sheyla)                    |                                    | Vicente Leão       | 04:19   |  |
| Duração total: | Duração total:                                   | Duração total:                     | Duração total:     | 51:03   |  |

### Trilha sonora internacional
"'Capa:"' Monique Curi
| Lado A |                                                                |                             |                |         |  |
| N.º    | Título                                                         | Compositor(es)              | Intérprete     | Duração |  |
| 1.     | "Set Adrift on Memory Bliss" (tema de locação: Rio de Janeiro) | G. Kemp                     | P.M. Dawn      | 04:11   |  |
| 2.     | "Caminando Por La Calle"                                       | Ruben Blades                | Gipsy Kings    | 04:23   |  |
| 3.     | "Theme from "Dying Young"" (tema de Helena)                    | J. Howard                   | Kenny G.       | 04:00   |  |
| 4.     | "Peace" (tema de Débora)                                       | Jimmy Cliff                 | Jimmy Cliff    | 04:41   |  |
| 5.     | "When a Man Loves a Woman" (tema de Álvaro)                    | A. Wright / C. Lewis        | Michael Bolton | 03:53   |  |
| 6.     | "No Regrets" (tema de locação: Rio de Janeiro)                 | David Torres / Elvin Molina | David Torres   | 03:13   |  |
| 7.     | "Breakin' the Walls" (tema de Rosália)                         |                             | Collin Elridge | 03:30   |  |

| Lado B |                                                 |                                             |                             |         |  |
| N.º    | Título                                          | Compositor(es)                              | Intérprete                  | Duração |  |
| 8.     | "Miles Away"                                    | P. Taylor                                   | Winger                      | 04:13   |  |
| 9.     | "Better Not Look Down" (tema de Betsy)          | Joe Sample / Wil Jennings                   | B. B. King                  | 04:11   |  |
| 10.    | "Set the Night To Music" (tema de Mário)        | Diane Warren                                | Roberta Flack & Maxi Priest | 04:46   |  |
| 11.    | "Love... Thy Will Be Done" (tema de Zé Diogo)   | Martika / Prince                            | Martika                     | 05:02   |  |
| 12.    | "Be My Baby" (tema de Lídia)                    | Ellie Greenwich / Jeff Barry / Phil Spector | Teenagers                   | 02:37   |  |
| 13.    | "I Just A Want to Say Goodbye" (tema de Isaura) |                                             | Danny Richard               | 03:41   |  |
| 14.    | "Touch Without Touching"                        |                                             | Tomacdu'                    | 03:07   |  |